# Asterope batesii
Asterope batesii, o asterope de Bates, é uma espécie de borboleta da família Nymphalidae. É encontrado no interior do Brasil, incluindo Ayeyros, ao longo do Tapajós e em Tefé, no Alto Amazonas.  As larvas se alimentam de espécies de Paullinia. A aistribuição da A. batesii ocorre na bacia amazônica de Santarém no Tapajós,
Rios Madeira, Purus e Amazonas no Brasil até perto de Iquitos no Peru e em Leticia, Colômbia.